# René Couffon
Pour les articles homonymes, voir Couffon.
René Couffon (1888-1973) est un écrivain et historien de l'art français, spécialiste du patrimoine bas-breton. Il a été membre de la société d'émulation des Côtes-du-Nord, et contributeur à la Société d'histoire et d'archéologie de Bretagne.
Il est connu pour avoir publié une étude exhaustive des églises et chapelles des diocèses de Quimper et Léon et de Tréguier et Saint-Brieuc.

## Biographie
René Couffon naît à Lorient le 21 novembre 1888 dans une famille originaire de Plouha, dans le Goëlo. Il est âgé de neuf ans lorsque son père Désiré meurt au Mans, en 1897. Il fait ses études secondaires à Angers, au lycée David-d'Angers. En 1908, il entre au lycée Saint-Louis de Paris pour deux années de classes préparatoires scientifiques. Admis à l'École centrale des arts et manufactures, il y est élève de 1908 à 1911.
Il effectue sa première année de service militaire en tant que sous-officier d'artillerie à Tarbes, de 1911 à 1912. De 1912 à 1913, il est sous-lieutenant à Vannes. De 1913 à 1914, il étudie à l'École supérieure d'électricité.
Il est mobilisé le 1er août 1914. Affecté au 28e régiment d'artillerie, il est blessé le 7 septembre, et nommé lieutenant de réserve le 1er octobre. Le 23 juillet 1916, il est cité à l'ordre de la division. Le 31 octobre, il est détaché au Centre d'instruction de l'artillerie lourde au fort du Trou-d'Enfer, à Marly-le-Roi. Le 11 juillet 1917, il est nommé capitaine de réserve. Le 23 janvier 1918, il est affecté à la section technique de l'artillerie d'assaut. Le 17 février 1919, il est affecté par le ministère de la Reconstruction industrielle à l'arsenal de Roanne.
Il est mis en congé illimité de démobilisation le 9 juillet. En septembre 1919, il devient ingénieur à L'Union d'électricité. 
Passionné d'histoire et d'archéologie, il fournit une série d'études à diverses sociétés savantes. Le 6 décembre 1922, il adhère à la Société d'émulation des Côtes-du-Nord. En janvier 1925, il quitte L'Union d'électricité pour entrer à la Compagnie des compteurs, dont il va devenir le directeur. Durant ses congés, de 1935 à 1938, il parcourt méthodiquement toutes les Côtes-du-Nord pour nourrir son Répertoire des églises et chapelles du diocèse de Saint-Brieuc et Tréguier, qui paraît de 1939 à 1947. En 1938, il publie une étude sur le style Beaumanoir et, en 1951, sur Notre-Dame de Roscudon et l'atelier de Pont-Croix.
Il prend sa retraite professionnelle en 1956. En janvier 1957, il devient président de la Société d'émulation des Côtes-du-Nord. En 1959, il publie avec Alfred Le Bars le Répertoire des églises et chapelles du diocèse de Quimper et de Léon. Il meurt le 23 juillet 1973.

## Publications
- René Couffon, Contribution à l'étude des Verrières anciennes du Département des Côtes-du-Nord, dans Société d'émulation des Côtes-d'Armor, 1935, tome 67, p. 159-181, 222, 223, 224 (lire en ligne)
- René Couffon, « Un atelier architectural novateur à Morlaix à la fin du XVe siècle », Mémoires de la Société d'histoire et d'archéologie de Bretagne, 1938.
- René Couffon, Répertoire des églises et chapelles du diocèse de Saint-Brieuc et Tréguier (jusqu'à Lantic), dans Société d'émulation des Côtes-du-Nord, 1938, tome 70, p. 1-210 (lire en ligne)
- René Couffon, Répertoire des églises et chapelles du diocèse de Saint-Brieuc et Tréguier (suite - Lanvallay-Saint-Hervé), dans Société d'émulation des Côtes-du-Nord, 1939, tome 71, p. 1-265 (lire en ligne)
- René Couffon, Répertoire des églises et chapelles du diocèse de Saint-Brieuc et Tréguier (suite et fin - Saint-Igeaux-Saint-Helen - Saints bretons honorés dans les Côtes-du-Nord, Table chronologique des églises, Mobilier, Architectes, maîtres maçons et maîtres d'œuvre, artisans et artistes), dans Société d'émulation des Côtes-du-Nord, 1940, tome 72, p. 1-246 (lire en ligne)
- René Couffon « État sommaire des architectes, maîtres maçons et maîtres d'œuvre des Côtes-du-Nord », Mémoires de la Société des Côtes-du-Nord, vol. 72, 1940.
- René Couffon, Vitraux anciens de l'église Saint-Mathurin de Moncontour, dans Congrès archéologique de France. 107e session. Saint-Brieuc. 1949, Société française d'archéologie, 1950, p. 63-69
- René Couffon, « Notre-Dame de Roscudon et l'atelier de Pont-Croix », in Mémoires de la Société d'histoire et d'archéologie de Bretagne, 1951
- René Couffon, Alfred Le Bars, Nouveau répertoire des églises et chapelles de l'évêché de Léon, Saint-Brieuc, Presses bretonnes, 1959. Rééd. Diocèse de Quimper, Conseil général du Finistère, 1988.
  - René Couffon, Alfred Le Bars, Nouveau Répertoire des églises et chapelles du diocèse de Quimper et Léon + addenda & corrigenda, Association diocésaine de Quimper, 1988, 1993.